# بوبي بوسوييل
بوبي بوسوييل (بالإنجليزية: Bobby Boswell)‏ (15 مارس 1983 بأوستن في الولايات المتحدة - ) هو لاعب كرة قدم أمريكي في مركز الدفاع. شارك مع منتخب الولايات المتحدة لكرة القدم. أما مع النوادي، فقد لعب مع أتلانتا يونايتد ودي.سي. يونايتد وهيوستن دينامو.

## وصلات خارجية
- بوبي بوسوييل على موقع IMDb (الإنجليزية)
- بوبي بوسوييل على موقع قاعدة بيانات الفيلم (الإنجليزية)

- بوبي بوسوييل على موقع الدوري الأمريكي (الإنجليزية)
- بوبي بوسوييل على موقع إي إس بي إن إف سي (الإنجليزية)
- بوبي بوسوييل على موقع قاعدة بيانات كرة القدم.إي يو (الإنجليزية)
- بوبي بوسوييل على موقع ناشيونال فوتبول تيمز (الإنجليزية)
- بوبي بوسوييل على موقع Soccerbase.com (لاعب) (الإنجليزية)
- بوبي بوسوييل على موقع Soccerway.com (الإنجليزية)
- بوبي بوسوييل على موقع عالم كرة القدم.نت (الإنجليزية)
- بوبي بوسوييل على موقع AS.com (الإسبانية)